# Dlouhokrčka novoguinejská
Dlouhokrčka novoguinejská (Chelodina novaeguineae) je druh želvy z čeledi matamatovití. Tento druh se vyskytuje téměř výhradně na západě Papuy Nové Guineje.

## Výskyt
Obývá malé i velké sladkovodní vodní plochy a řeky v džungli s bohatou vegetací.

## Popis
Krunýř je tmavě hnědý, téměř černý. Plastron je světle hnědý, žlutohnědý. Má dlouhý krk, který (včetně hlavy) může někdy přesahovat délku karapaxu.

## Rozmnožování
Je vejcorodá. Snese 17–21 vajec, které se líhnou po 75–110 dnech.